# Argonaut (ponorka 1897)

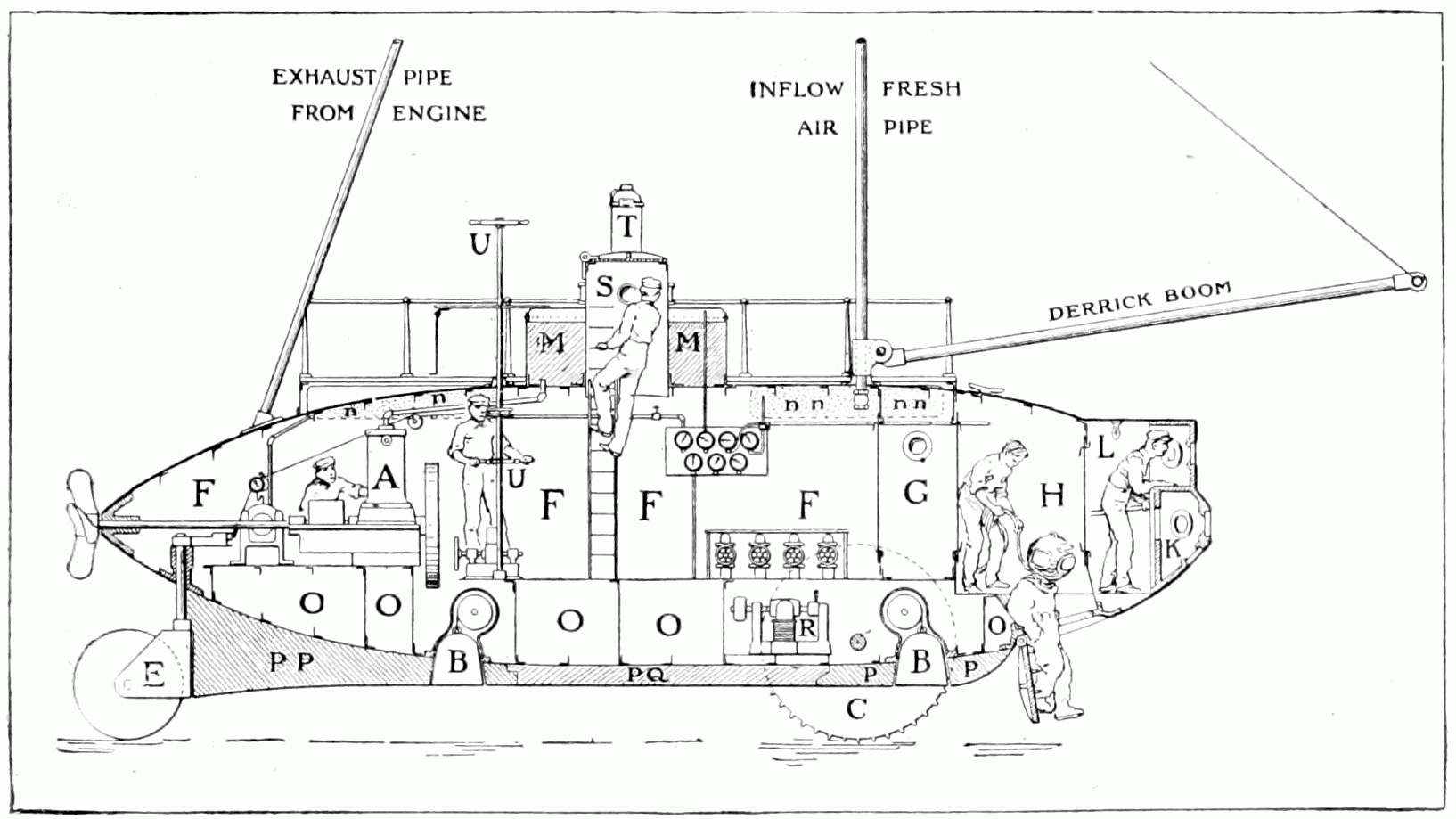
Průřez ponorkou Argonaut

Argonaut byla americká ponorka, sestrojená (i financovaná) vynálezcem Simonem Lakem. Nebyla určena přímo k plavbě ale k jízdě pod vodou na mělčinách. K tomu byla vybavena trojkolovým podvozkem, měla ale i lodní šroub, obojí poháněné benzinovým motorem. Ponorka byla postavena v roce 1897, v roce 1899 byla kompletně přestavěna na ponorku Argonaut 2 a byla schopna plavby na hladině do vzdálenosti 1725 mil.
Ponorka Argonaut 1 o výtlaku 60t (pod vodou) byla 11 metrů dlouhá, 2,7 m vysoká a 4,5 m široká. Posádku tvořilo 5 mužů. Sama ponorka byla neozbrojená. Byla vybavena přechodovou komorou, která umožňovala výstup potápěčů.